# La classe obrera va al paradís
La classe obrera va al paradís (La Classe operaia va in paradiso) és una pel·lícula italiana dirigida per Elio Petri, estrenada el 1971. Ha estat doblada al català.

## Argument
Ludovico Massa, anomenat Lulu, és un home de trenta-un anys amb dues famílies a mantenir i és un treballador amb 15 anys a la fàbrica, dues intoxicacions i una úlcera. Stakanovista i defensor del treball a preu fet gràcies al qual, treballant a un ritme infernal de treball, es poden permetre l'automòbil i altres béns de consum innecessari. Lulu és estimat pels caps, que l'utilitzen per determinar el ritme òptim de producció, però odiat per altres treballadors de la fàbrica pel seu excessiu servilisme. Tanmateix, no és feliç en la seva situació, els ritmes de treball són tan esgotadors que va a casa només per menjar i per anorrear-se davant del televisor, cap vida social, cap diàleg amb els seus éssers estimats, no acaba cap relació amb l'amant. La seva vida continua en aquesta alienació total, fins que un dia té un accident en el treball i perd un dit de la mà.
Lulu de sobte es desperta del son de l'alienació per trobar-se amb el malson de la seva miserable vida, de la que finalment pren consciència, per la qual es posa contra el xantatge del treball a preu fet i s'adhereix a les demandes dels estudiants radicals i d'alguns treballadors de la fàbrica enfront de les posicions més moderades dels sindicats. En poc temps, l'agitació a la fàbrica augmenta i s'arriba a la inevitable confrontació amb la policia. El resultat d'aquest canvi és dramàtic: l'abandona l'amant, l'acomiaden a la fàbrica i, al mateix temps abandonat pels estudiants, que diuen que el seu és un cas individual i no de classe, i marginat, fins i tot per part dels treballadors que no fan res pel seu acomiadament. Busca, inútilment, consol en les visites a l'avi Militina (un ex company de la fàbrica) obligat a posar fi als seus dies en un hospital psiquiàtric a causa de les opinions polítiques, però l'única cosa que Lulu obté d'aquestes visites és descobrir que la seva l'alienació s'està convertint en una bogeria. Ara, quan tot sembla perdut, els seus companys, gràcies al sindicat, aconsegueixen que el readmetin a la fàbrica en una línia de muntatge on Lulu cridant, per tal de superar el soroll ensordidor, una vegada més a mercè del ritme frenètic de la producció, parla als companys d'un mur i una densa boira més enllà del qual hi ha el paradís de la classe obrera.

## Repartiment
- Gian Maria Volontè: Lulu Massa
- Mariangela Melato: Lidia
- Gino Pernice: El sindicalista
- Salvo Randone: Militina
- Luigi Diberti: Bassi

## Premis
- Palma d'Or al Festival Internacional de Cinema de Canes
- Premis David di Donatello Millor pel·lícula (1972)